# Ravinia pernix
Ravinia pernix är en tvåvingeart som först beskrevs av Harris 1780.  Ravinia pernix ingår i släktet Ravinia och familjen köttflugor. Arten är reproducerande i Sverige. Inga underarter finns listade i Catalogue of Life.